# Дом Аладьиных
Дом Ала́дьиных — здание в историческом центре Харькова, получившее название по имени основных владельцев здания — купцов Аладьиных. Расположен по адресу ул. Сумская, 44. Обладает статусом памятника истории и культуры.

## История
Доходный дом построен в 1912 году по проекту архитектора Юлия Цауне, в 2015 году в честь него на доме открылась мемориальная доска.

## Архитектура
Стиль эклектики, сочетающий черты классики и модерна. На первом, высоком, этаже был магазин купца Аладьина. Два верхних этажа объединены трёхчетвертными колоннами ионического ордера. Здание украшено скульптурой в античном стиле. Под карнизом была балюстрада, на крыше — солярий с башней, где располагалось летнее кафе.